# Nataliella marcelli
Nataliella marcelli is een lintworm (Platyhelminthes; Cestoda). De worm is tweeslachtig. De soort leeft als parasiet in andere dieren.
Het geslacht Nataliella, waarin de lintworm wordt geplaatst, wordt tot de familie Rhinoptericolidae gerekend. De wetenschappelijke naam van de soort werd voor het eerst geldig gepubliceerd in 2010 door Palm.